# Terremoto della Calabria meridionale del 1783
Con terremoto della Calabria meridionale del 1783 (anche denominato terremoto di Reggio e Messina del 1783) si designa un'intensa sequenza sismica che colpì l'area dello stretto di Messina e la Calabria meridionale, culminando con 5 forti scosse, superiori a Mw 5,9, tra il 5 febbraio e il 28 marzo 1783. Fu la più grande catastrofe che colpì il Mezzogiorno nel XVIII secolo. Oltre a causare danni immensi radendo al suolo le città di Reggio e Messina e provocando maremoti, il terremoto ebbe effetti duraturi sia a livello politico (l'istituzione della cassa sacra e il primo regolamento antisismico d'Europa), sia a livello economico e sociale.

## L'evento
Secondo Giovanni Vivenzio la prima scossa avvenne il 5 febbraio "all'ore diciannove, ed un quarto d'Italia, che corrispondevano in detto giorno a tre quarti d'ora circa dopo il mezzodì dell'Oriuolo Francese... La notte di detto giorno venendo il sei all'ore sette, e mezza d'Italia replicò altra forte scossa...".
Nicola Leoni racconta:
La prima scossa durò 2 minuti, ed ebbe come epicentro Oppido Mamertina. La città venne completamente rasa al suolo e ricostruita dopo pochi anni qualche chilometro più a valle. Oppido, come si chiamava allora, perse quasi 5.000 dei suoi abitanti. L'INGV ha stimato la magnitudo di questo primo, forte evento sismico, in 7,1 (uno dei terremoti più forti della storia sismologica italiana). All'evento principale si attribuisce un'intensità pari all'undicesimo grado della scala Mercalli. Alla scossa del 5 febbraio ne seguì una il 6 febbraio con epicentro a nord di Messina, stavolta con magnitudo 5,9.
Fra il 5 ed il 7 febbraio furono contate ben 949 scosse alle quali seguì alle ore 20 del 7 febbraio una nuova scossa, di magnitudo 6,7 con epicentro nell'attuale comune di Soriano Calabro. Nel mese successivo, si susseguirono scosse di intensità sempre decrescente, ma le più forti furono quelle del 1º marzo 1783, di magnitudo 5,9 con epicentro nel territorio di Polia, e quella ancora più forte del 28 marzo, di magnitudo 7,0 con epicentro fra i comuni di Borgia e Girifalco. Il numero dei morti è stimato intorno alle 50.000 persone e i danni furono incalcolabili.
Le scosse si succedettero spostando l'epicentro dal sud della Calabria risalendo lungo l'appennino verso il nord della regione. Questa devastante sequenza sismica causò danni elevatissimi in una vasta area comprendente tutta la Calabria centro-meridionale dall'istmo di Catanzaro allo Stretto, e, in Sicilia, Messina e il suo circondario. Il quadro cumulativo dei danni è di gravità straordinaria: agli effetti distruttivi sugli edifici si accompagnarono estesi sconvolgimenti dei suoli e del sistema idrogeologico. Oltre 180 centri abitati risultarono distrutti totalmente o quasi totalmente; gravi distruzioni interessarono anche centri urbani importanti per la vita politico-economica e militare dei Regni di Napoli e di Sicilia, quali Messina, Reggio, Monteleone e Catanzaro. Secondo le stime ufficiali, nella Calabria meridionale le vittime furono circa 30.000 su una popolazione di quasi 440.000 abitanti (6,8%). Nel Messinese i morti furono circa 630.
La successione delle 5 scosse più violente mostra uno spostamento degli epicentri lungo la catena dell'Appennino Calabro dalla regione dell'Aspromonte all'istmo di Catanzaro con ampie aree di sovrapposizione degli effetti distruttivi. Questo elemento ha reso molto complesso, e a volte impossibile, distinguere gli effetti di danno relativi ai singoli eventi sismici. Va inoltre tenuta presente l'alta vulnerabilità di un patrimonio edilizio, non solo di scarsa qualità costruttiva, ma anche fiaccato dalle frequenti scosse.
Si può dedurre che la gravità del fenomeno, non sta nell'elevato grado delle scosse, quanto nella rapidità con cui si sono succedute, che non permise agli abitanti di provvedere alla riparazione dei danni, perché gli edifici che rimanevano in piedi ad una prima scossa, spesso crollavano con la seconda. Nel maggio dello stesso anno venne quindi emanata sia dal Regno di Sicilia che dal Regno di Napoli una normativa con la quale si imponeva l'inserimento di un'intelaiatura in legno all'interno della muratura.

## Danni

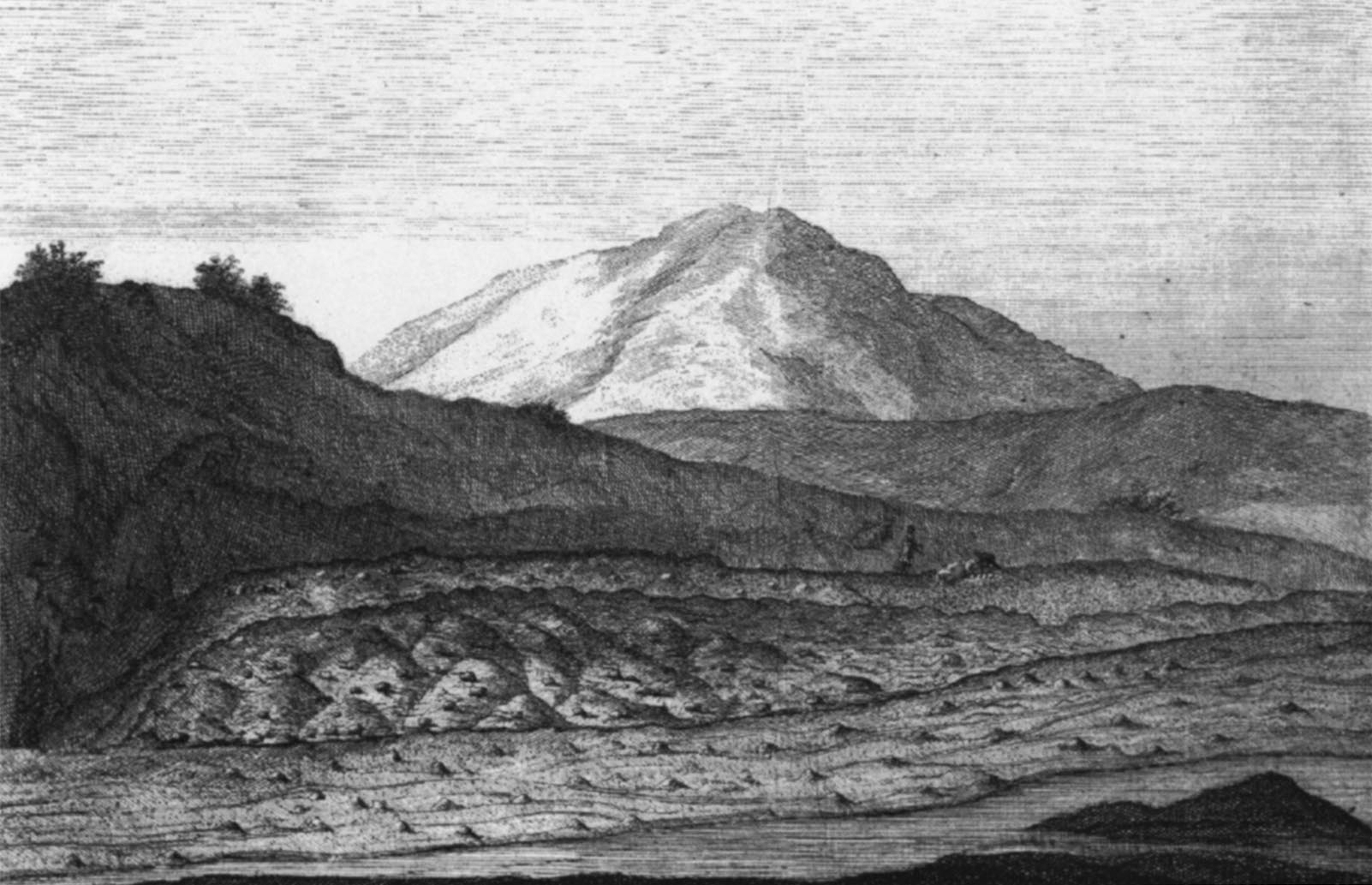
Le rive del fiume Mesima caratterizzate dalla comparsa di centinaia di "vulcanelli" dovuti al fenomeno della liquefazione delle sabbie

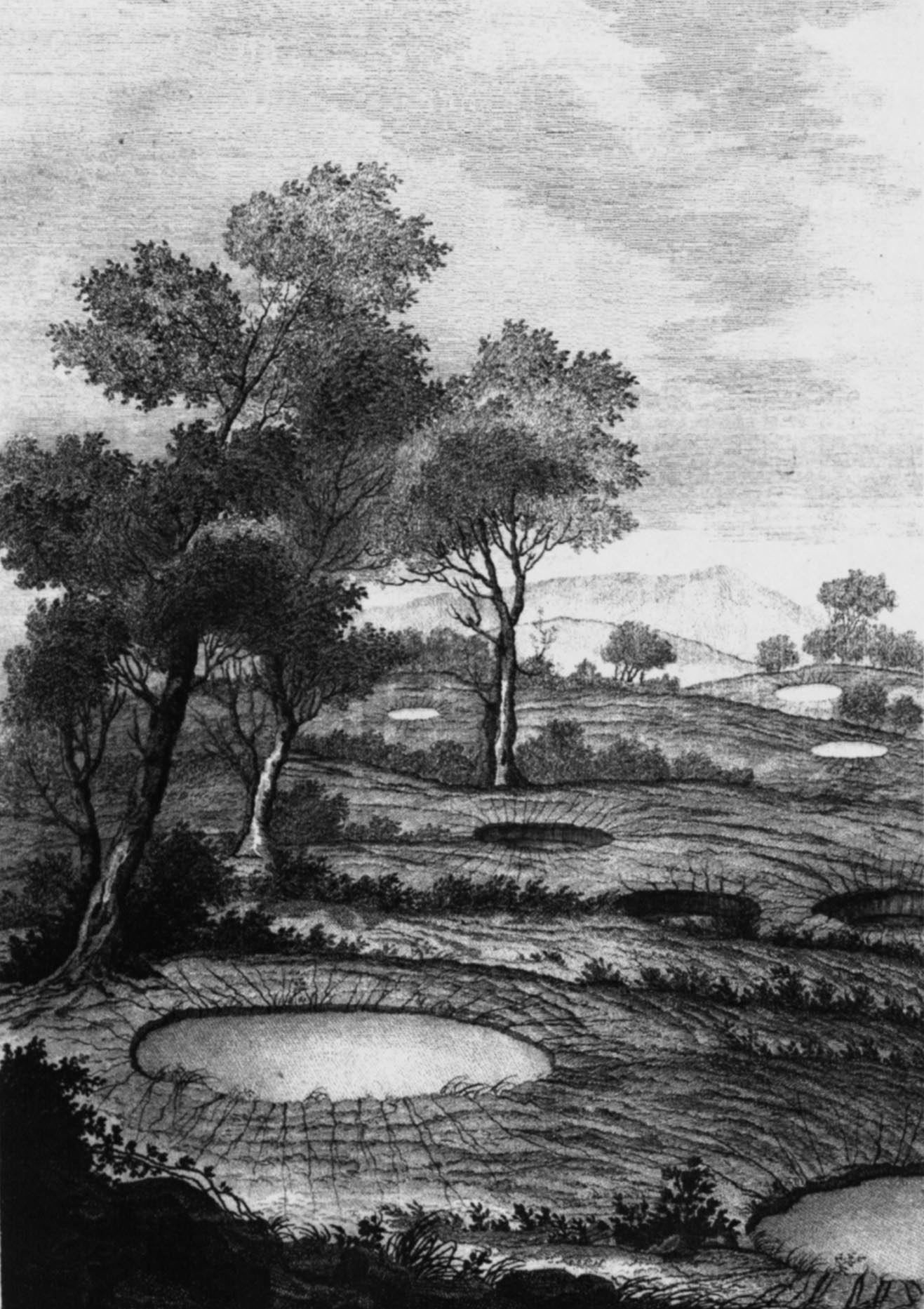
Comparsa di crateri nella piana di Rosarno

I danni del sisma furono immensi. Tra i luoghi più colpiti vi fu la città di Palmi, che venne completamente rasa al suolo e ricostruita con un disegno nuovo. In alcuni paesi costieri come Scilla il tasso di mortalità raggiunse il 70%, lo stesso tasso si registrò a Terranova (oggi Terranova Sappo Minulio), centro pre-aspromontano che si affaccia sulla piana di Gioia Tauro. A Polistena, altro paese pre-aspromontano della piana, su una popolazione di circa 4.600 abitanti, ne perirono 2.261, e la testimonianza del geologo francese Déodat de Dolomieu, che si recò in Calabria per studiare gli effetti disastrosi del sisma, riporta proprio in merito a Polistena:
Le vittime globali stimate tra Calabria e Sicilia furono tra 30.000 e più probabilmente 50.000 persone. Giovanni Vivenzio nel 1783 conta 29.451 morti su una popolazione di 439.776, pari al 6,7% circa della popolazione, per la provincia di Calabria Ulteriore.

### In Calabria
Tutta la Calabria meridionale fu colpita dal terremoto, ma la fascia tirrenica da Reggio a Maida fu devastata, mentre un maremoto colpì Scilla.
La regione subì stravolgimenti anche dal punto di vista geomorfologico:
- la sella di Marcellinara si abbassò e alcune montagne si spaccarono, come ad esempio la montagna su cui sorgeva il vecchio abitato di Oppido Mamertina che fu successivamente abbandonato e riedificato dai superstiti a circa 4 chilometri a nord. Oppido, sede della Diocesi, venne completamente rasa al suolo dalla prima scossa ed epicentro del sisma, contando ben 4.500 morti. Nel vecchio sito, oggi parco archeologico, è possibile ammirare i resti dell´antico castello, di parte della Cattedrale, di alcuni conventi e della porta sud.
- La compressione delle acque sotterranee provocò il mutare del corso di fiumi e torrenti; vi fu ad esempio un abbassamento della valle del Mesima, mentre tutta la pianura circostante produceva conche circolari, larghe approssimativamente un paio di metri e piene di sabbia o acqua per 5–6 m, caratteristiche tipiche dei fenomeni di liquefazione delle sabbie indotti dalle scosse di terremoto.
- Le scosse provocarono enormi frane che, ostruendo il corso dei torrenti, diedero origine a numerose paludi (solo tra Sinopoli e Seminara se ne formarono 52, mentre tra il 1783 ed il 1787 si formarono 215 laghi in tutto il territorio interessato dal sisma).
- In alcuni posti irruppero dal suolo abbondanti corsi d'acqua melmosa o anche enormi zampilli di 12–20 m;
- Molte zone tra cui Bagnara e Scilla furono oggetto di fenomeni bradisismici.

Alcuni centri distrutti non furono più ricostruiti, come nel caso di Borrello, antica sede di ducato, del vecchio abitato di Oppido e di Mileto Vecchio (prima capitale normanna). I danni furono talmente ingenti che per trovare fondi il governo borbonico decise l'esproprio dei beni ecclesiastici della Calabria Ulteriore, istituendo la Cassa sacra.

### In Sicilia

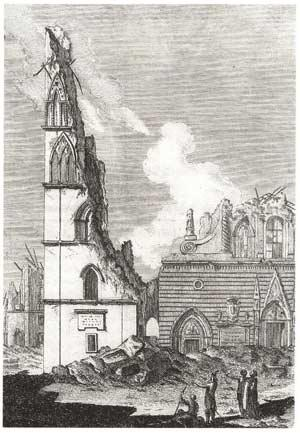
Il Duomo di Messina danneggiato dal sisma

L'unica zona della Sicilia ad essere colpita dal terremoto fu Messina, dove restò in piedi solo la Cittadella, e morirono circa 650 persone. Riporta una relazione del tempo:
Goethe a quattro anni di distanza dall'evento durante il suo Viaggio in Italia giunge a Messina raccontando di una città ancora in rovina con gli abitanti costretti a vivere nelle baracche site nella parte settentrionale della città. 
(Johann Wolfgang von Goethe, 11 maggio 1787)

## Conseguenze
Per intervenire celermente fu nominato il 15 febbraio Vicario generale delle Calabrie, con 100.000 ducati per le necessità immediate, «con autorità e facoltà ut alter ego sopra tutti li présidi, tribunali, baroni, corti regie e baronali e qualsísiano altri uffiziali politici di qualunque ramo qualità e carattere, come altresì sopra tutta la truppa tanto regolare quanto di milizie» il conte Francesco Pignatelli che stabilì il proprio quartier generale a Monteleone e risiedette nella regione colpita fino al 10 settembre 1787.

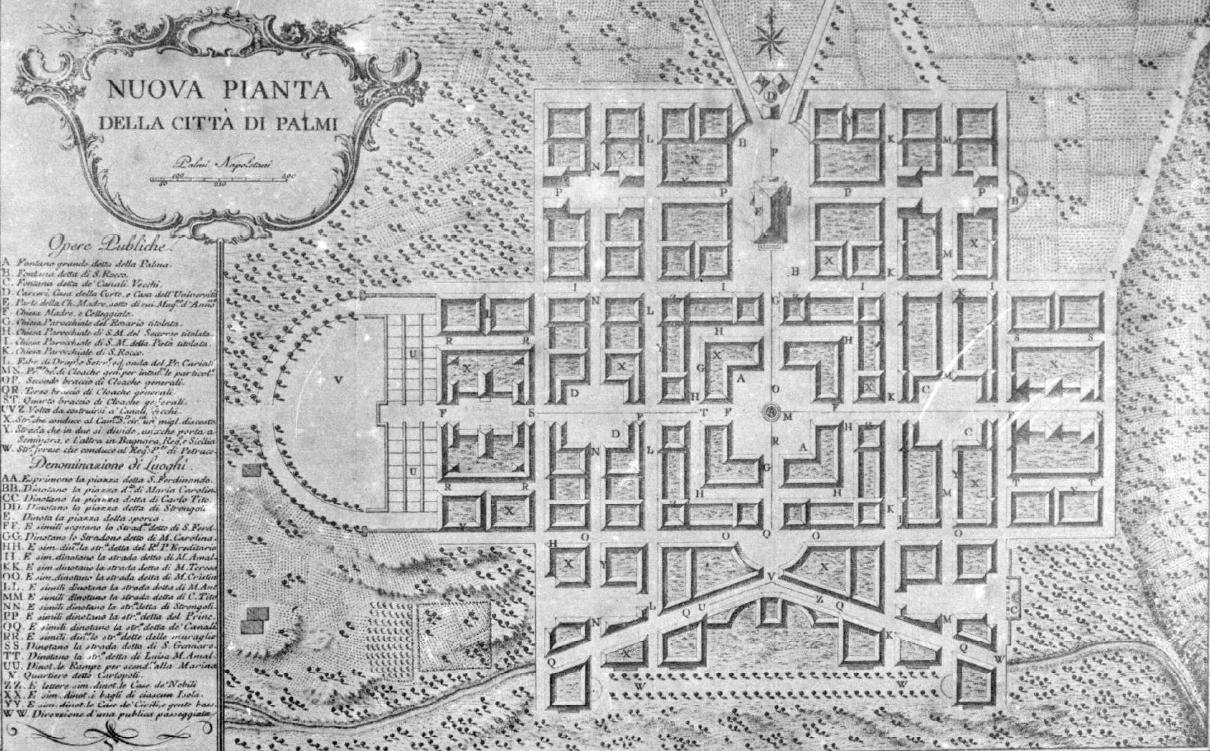
Il Piano Regolatore della città di Palmi, a seguito del terremoto del 1783

L'intero aspetto del territorio fu sconvolto nei tracciati e i sistemi di viabilità, nella topografia dei siti, nelle strutture orografiche e nella sua struttura idraulica tanto che in molte località si inaridirono antiche fonti, ne sorsero di nuove, alcuni fiumi abbandonarono l'antico letto, si produssero crepacci e talvolta succedeva che l'acqua scaturisse da certe conche circolari, che si formavano sul terreno.
Il disordine idraulico causato dagli sconvolgimenti geologici e le condizioni igieniche del periodo, favorirono una persistente epidemia di malaria.
L'istituzione della Cassa sacra ebbe un effetto contrario a quello desiderato dal governo borbonico, aumentando le proprietà fondiarie dei nobili in grado di accaparrarsi le terre ecclesiastiche all'incanto.
A seguito del terremoto fu istituito, grazie ai Borbone, il primo regolamento antisismico d'Europa, con l'istituzione di un sistema costruttivo di notevole efficacia, tanto che nel 2013 il CNR di San Michele all'Adige e l'Università della Calabria (gruppo di ricerca Ceccotti, Polastri, Ruggieri, Zinno) hanno effettuato una campagna sperimentale al fine di comprenderne la vulnerabilità ad azioni di tipo ciclico simulanti il terremoto.
Dal punto di vista culturale, moltissimi studiosi e letterati stranieri si interessarono all'evento, fatto che in un certo senso aprì la Calabria al mondo: dal francese Déodat de Dolomieu all'inglese Norman Douglas, fino al grande Johann Wolfgang Goethe che vi giunse, passando per Messina, di ritorno da Palermo.